# Thon
Thon es un personaje perteneciente a la saga Star Wars.
Este maestro Jedi, al que a veces se le llamaba "la bestia Jedi", pertenecía a los Tchuukthai, una especie de cuadrúpedos blindados.
Cuatro mil años antes de la Batalla de Yavin, los Tchuukthai preferían el anonimato a la aceptación.
Thon fue uno de los maestros Jedi más avanzados. Cuando aceptó hacerse cargo del Nódulo de Stennes (un nódulo es un cúmulo denso de planetas), escogió como hogar los desiertos de Ambria. Hasta ese momento, Ambria estaba dominado por criaturas del Lado Oscuro, que el maestro fue venciendo poco a poco hasta concentrarlas en un lago del planeta, para convertir esas tierras baldías en su hogar.
Nomi Sunrider llegó a Ambria para entregar al maestro Thon un regalo de su difunto marido, el caballero Jedi Andur Sunrider. A instancias del espíritu de su marido, Nomi decidió quedarse y convertirse en Caballero Jedi. Los asesinos de Andur, que trabajaban para un señor del crimen Hutt, siguieron a Nomi hasta Stennes y trataron en varias ocasiones, siempre sin éxito, de hacerse con los valiosos y escasos cristales utilizados para fabricar sables de luz que Andur le había regalado a Thon. En su última tentativa estuvieron a punto de conseguirlo, y el maestro Thon permitió que le capturaran para obligar a Nomi Sunrider a actuar, aceptando su destino como Jedi. Ésta le liberó y ayudó a expulsar a los esbirros del señor del crimen. Cuando Nomi hubo aprendido todo lo que pudo del maestro Thon, el Tchuukthai la llevó a Ossus. Allí, el maestro Jedi Vodo-Siosk Baas instruyó a Nomi y a Shoaneb Culu en el arte de la fabricación del sable láser, y tras finalizar su formación, Nomi fue a rescatar al maestro Arca Jeth de manos de Lord Ommin, el hechicero Sith, mientras Thon regresaba a Stennes.
Después de sofocar el alzamiento de Freedon Nadd en Onderon, de sus cenizas surgió una nueva estirpe de Sith. Los Jedi y la República se enfrentaron a los Krath, a Exar Kun y a Ulic Qel Droma muchas veces antes de derrotar a las fuerzas Sith. El maestro Thon nunca participó activamente en estos conflictos, pero tomó parte en las asambleas Jedi que asesoraron a los caballeros.
- Datos: Q3990761